# トヨタカローラ八戸
トヨタカローラ八戸株式会社（トヨタカローラはちのへ）は、青森県八戸市に本社を置く、トヨタ自動車の正規ディーラーで塚原企業グループ関連7社の中核企業。
- 青森県八戸市周辺を販売エリアとしている。なお、青森県津軽地方はトヨタカローラ青森の販売エリアである。

## 概要
1948年創業の塚原部品からはじまり、1963年トヨタディーラーのトヨタパブリカ八戸を設立。1969年にトヨタカローラ八戸へ社名変更。
トヨタ自動車が新車・中古車の販売台数、販売占有率、サービスなどを評価し、毎年全国の優秀ディーラーに贈る総合表彰を28回受賞。また自動車を整備する際に出る廃エンジンオイルの再利用を考えて「エマルジョン燃料」と呼ばれる新燃料を開発。一部店舗で暖房に活用している。独自技術で環境汚染物質低減を実現させたことが評価され、2018年に「ものづくり日本大賞」で東北経済産業局長賞を受賞。燃料装置システムの特許も取得している。また「世界の子どもにワクチンを 日本委員会」を通じた発展途上国への医療支援や、地元の医療機関へ救難緊急自動車を寄贈するなど社会貢献にも力を入れている。

## 沿革
- 1948年 - 塚原部品設立。
- 1963年 - トヨタパブリカ八戸株式会社設立。
- 1969年 - トヨタカローラ八戸株式会社に社名変更。

## 店舗
- 旭ヶ丘店 - 八戸市大字新井田字寺沢15-6
- 城下店 - 八戸市城下4丁目22-23
- 根城店 - 八戸市根城3丁目4-10
- 石堂店 - 八戸市長苗代2丁目26-17
- 三沢店 - 三沢市東岡三沢2丁目41-75
- 十和田店 - 十和田市大字洞内字後野236-1
- むつ店 - むつ市緑ヶ丘33-5

## 関連会社
- 塚原
  - フィットネスクラブ・ウイング（旧：サンフィッシュスポーツクラブ）
  - サザンウイング（2013年4月開設のホール。カローラ八戸ファンファンカーニバル開催に使用）- 2013年3月まではユートリーで開催していた。
- ネッツトヨタみちのく
- トヨタカローラ岩手
- テクノクラフト・シー・アンド・ヴィ
- ジェームス青森
- ツカハラエンタープライズ（青森市・八戸市の2カ所にてアウディ車取り扱いディーラー：アウディ店を運営）
- シー・アンド・ヴィカンパニー（弘前市・八戸市の2カ所にてフォルクスワーゲンブランド車取り扱いディーラーを運営）

### 青森県内の他のトヨタ車販売店
トヨタ小野グループ系
- 青森トヨタ自動車（トヨタ店）
- 青森トヨペット（トヨペット店）
- ネッツトヨタ青森（ネッツ店：旧トヨタオート青森）

塚原グループ系
- ネッツトヨタみちのく（ネッツ店：旧トヨタビスタ青森）

地場資本
- トヨタカローラ青森（トヨタカローラ店）